# 355
Het jaar 355 is het 55e jaar in de 4e eeuw volgens de christelijke jaartelling.

## Gebeurtenissen

### Italië
- Concilie van Milaan: Keizer Constantius II laat in Milaan een concilie bijeenkomen om Athanasius van Alexandrië opnieuw te veroordelen. Paus Liberius verzet zich tegen dit besluit en wordt verbannen naar Thracië. Constantius benoemt Felix II tot tegenpaus.

### Europa
- 11 augustus - Flavius Silvanus wordt beschuldigd van verraad en laat zich in Gallië tot keizer uitroepen door officieren van het Romeinse leger. Hij regeert slechts 28 dagen en wordt door handlangers van Ursicinus vermoord.
- 6 november - Constantius II benoemt Julianus de Afvallige tot caesar (onderkeizer) en mogelijke troonopvolger. Hij wordt opperbevelhebber over het leger in Britannia, Gallië en Spanje.
- Julianus probeert de scheepvaart op de Rijn veilig te stellen voor handelsverkeer. De Franken belegeren Colonia Claudia Ara Agrippinensium (huidige Keulen). Na een beleg van 10 maanden wordt de Romeinse stad veroverd.

### Azië
- De Hunnen trekken vanuit Centraal-Azië naar het Westen, ze verdrijven de Alanen uit de Kaukasus (Rusland) en bedreigen het verzwakte West-Romeinse Rijk.

## Geboren
- Hypatia, eerste vrouwelijke wiskundige (overleden 415)

## Overleden
- Flavius Silvanus, Romeins usurpator (tegenkeizer)